# Хеврон (провінція)

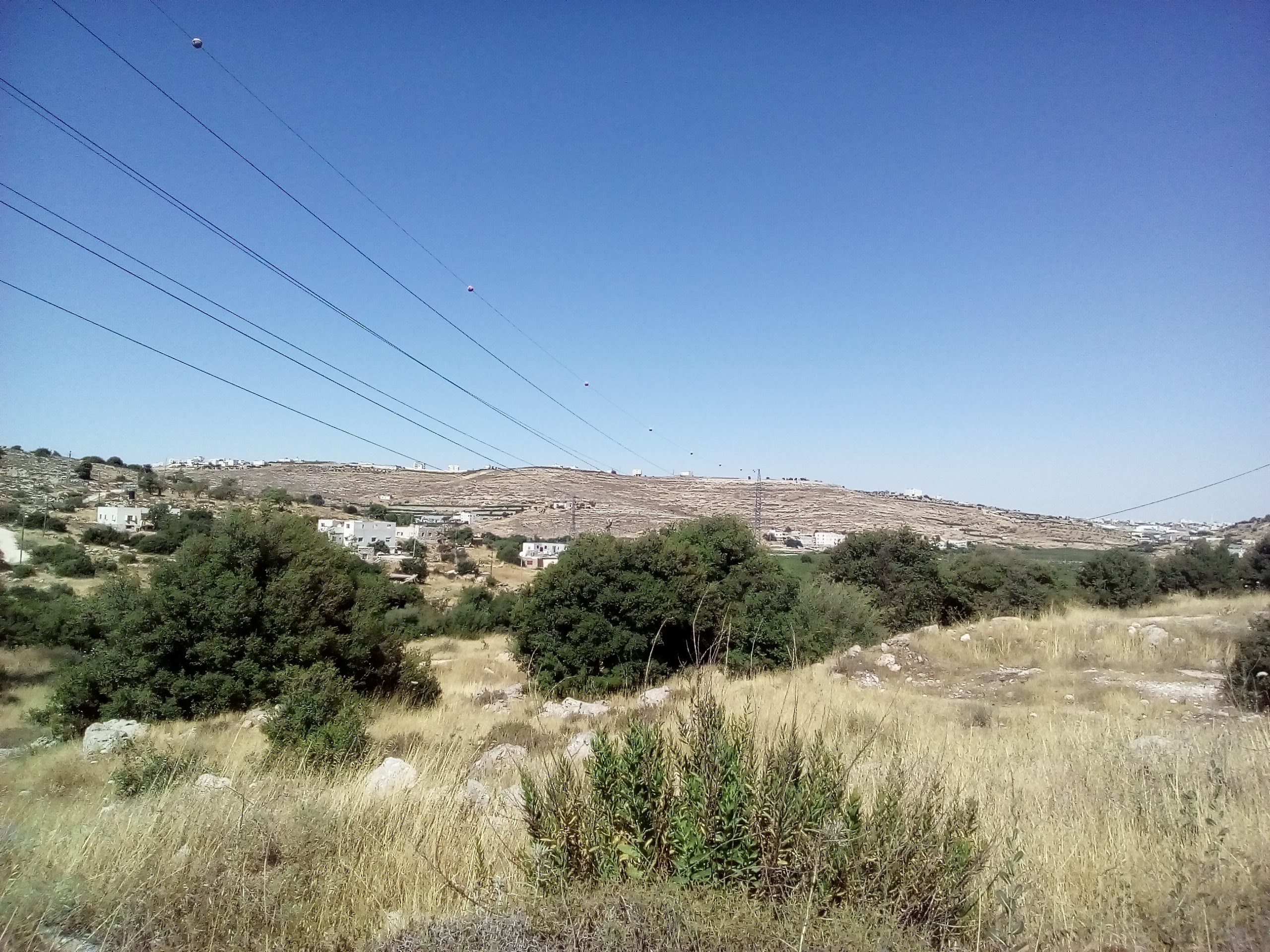
Вид на провінцію з Кир'ят-Арби

Хевро́н (провінція) (араб. محافظة الخليل‎) — провінція у Палестинській національній адміністрації (ПНА), в південній частині Західного берега річки Йордан, столицею є місто Хеврон.
Населення 542 593 особи (середина 2006), територія 1 060 км². Це робить провінцію Хеврон найбільшою і за населенням і за територією з усіх 16 провінцій ПНА.
| Прапор Палестини | Це незавершена стаття про Палестину. Ви можете допомогти проєкту, виправивши або дописавши її. |